# Ekareku
Ekareku je rijeka u Gvajani. Pritoka je rijeke Wenamu i pripada porječju rijeke Essequibo.